# Frolovskoe
Frolovskoe (en russe : Фроловское) est un village du raïon de Kline dans l'oblast de Moscou en Russie. Sa population en 2010 s'élevait à 94 habitants. Le nom du village provient des noms de l'église de Flore et Laure (devenue plus tard l'église de l'icône de la Mère de Dieu).

## Géographie
Le village se trouve sur la rive droite de la rivière Jornovka (ru), à 4 km au sud-est de la ville de Kline, à 90 km au nord-ouest de Moscou. 

## Propriété

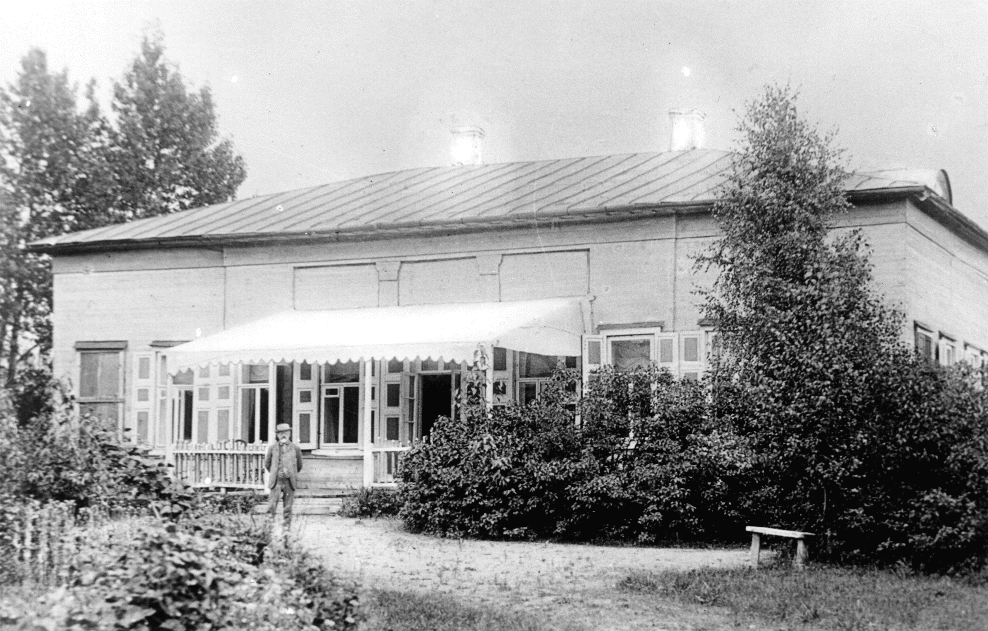
Piotr Tchaïkovski près de sa maison de Frolovskoe en 1890.

De 1888 à 1891, le grand compositeur russe Piotr Tchaïkovski vécut à Frolovskoe, où il recevait souvent le compositeur Alexandre Scriabine. Sa maison de Frolovskoe fait partie du patrimoine du Mémorial national musée-zapovednik musical P.I. Tchaïkovski.

## Chemin de fer
Le village est accessible en chemin de fer et il existe un arrêt à Frolovskoe, le quai de chemin de fer Frolovskoe (ru).